# هالدین ۳۶۰۶۱
سیارک ۳۶۰۶۱ (به انگلیسی: 36061 Haldane، نامگذاری:1999RJ44) سی و شش هزار و شصت و یکمین سیارک کشف شده‌است که در ۱۱ سپتامبر ۱۹۹۹ کشف شد.